# Culicia rachelfitzhardingeae
Culicia rachelfitzhardingeae är en korallart som beskrevs av Stephen D. Cairns 2007. Culicia rachelfitzhardingeae ingår i släktet Culicia och familjen Rhizangiidae. Inga underarter finns listade i Catalogue of Life.